# (52558) Pigafetta
(52558) Pigafetta est un astéroïde de la ceinture principale.

## Description
(52558) Pigafetta est un astéroïde de la ceinture principale. Il fut découvert le 27 mars 1997 à Colleverde par Vincenzo Silvano Casulli. Il présente une orbite caractérisée par un demi-grand axe de 2,28 UA, une excentricité de 0,11 et une inclinaison de 3,9° par rapport à l'écliptique.
Il est nommé d'après Antonio Pigafetta.